# Bárbara Sepúlveda
Bárbara Sepúlveda Hales (Santiago de Xile, 19 de juliol de 1985) és una advocada, activista política feminista i política comunista xilena, militant del Partit Comunista de Xile (PCCh). Va ser integrant de la Convenció Constitucional de Xile pel districte núm. 9 durant la seva existència.

## Família i estudis
Nascuda el 19 de juliol de 1985 a la comuna de las Condes de la ciutat de Santiago de Xile, va ser filla de Leandro Sepúlveda Soto i de Cecilia Hales Dib, així com germana del diputat Patricio Hales Dib. El seu avi, Alejandro Hales Jamarne, va ser ministre d'Estat durant els governs de Carlos Ibáñez del Campo, Eduardo Frei Montalva i Patricio Aylwin Azócar.
Va realitzar els seus estudis secundaris al Col·legi San Jorge, d'Arica, del qual es va graduar l'any 2003. Posteriorment, va cursar els estudis de dret a la Universitat de Xile, on el 2013 es va llicenciar en ciències jurídiques i socials, amb la tesi titulada «El realisme jurídic nord-americà: Escola de Dret». El 26 de setembre de 2014 va jurar com advocada davant la Cort Suprema de Xile. Després, entre 2015 i 2016, va cursar un màster en dret públic en aquella mateixa universitat, i entre 2016 i 2017 va viatjar fins a Anglaterra per a cursar un màster en gènere a la London School of Economics.
Està casada amb el periodista Sebastián Fierro Kalbhenn, que va ser nomenat, l'abril de 2022, com a director de Comunicacions del Ministeri d'Educació de Xile en el govern de Gabriel Boric.

## Activitat professional
Durant el segon govern de Michelle Bachelet va exercir com a advocada de la Unitat d'Assessoria Jurídica del Ministeri Secretaria General del Govern de Xile (SEGEGOB) entre 2014 i 2015. Després, entre 2015 i 2016, va ser directora executiva de la Fundació Contra l'Assetjament al Carrer. El 2018, va participar en la fundació de l'Associació d'Advocades Feministes (ABOFEM) i en va exercir de directora executiva. Així mateix, des de 2018 exerceix com a advocada fiscal a la municipalitat de Recoleta, Santiago de Xile.
Paral·lelament, va exercir com a professora de dret constitucional a la facultat de Dret de la Universitat Alberto Hurtado.

## Activitat política
Es va inscriure com a candidata pel Partit Comunista de Xile a les eleccions convencionals constituents de 2021 pel districte número 9 (Conchalí, Huechuraba, Renca, Cerro Navia, Lo Prado, Quinta Normal, Independencia i Recoleta). Va resultar electa com una de les 155 integrants de la Convenció Constitucional xilena, obtenint la segona majoria dins del seu districte amb 24.900 vots, corresponents al 7,85% del total dels sufragis vàlidament emesos.
En el procés de debat dels reglaments de la Convenció va participar en la Comissió de reglament. Posteriorment, es va incorporar a la Comissió temàtica sobre sistema polític, poder legislatiu i sistema electoral. A les comissions finals va integrar la Comissió d'harmonització, última etapa del procés constituent. El 6 de gener de 2022, de conformitat al Reglament per a la incorporació de vicepresidències adjuntes a la taula directiva, va ser ratificada com a vicepresidenta adjunta de la Convenció, juntament amb Natividad Llanquileo, Lidia González, Amaya Alvez i Tomás Laibe.

## Obres escrites
- Florencia Pinto (ed.). La Constitución Feminista (en castellà).  LOM, 2021. ISBN 9789560014559.
- «30 años de interseccionalidad: reflexiones sobre su aplicación en el Derecho». A: Natalia Morales Cerdà i Hugo Cárdenas Villarreal (eds.). Feminismo, Género y Derecho Privado (en castellà).  València: Tirant lo Blanch, 2021, p. 89-112. ISBN 978-84-1378-024-5.
- «Feminismo en la nueva Constitución». A: Pablo Marshall Barberán i Daniel Campusano (eds.). La hoja en blanco. Claves para conversar sobre una nueva Constitución (en castellà).  La Pollera, 2020. ISBN 978-956-6087-13-7.
- «La perspectiva de género en el sector público: tensiones y provocaciones» (pdf) (en castellà). Revista Chilena de la Administración del Estado, núm. 2, 2019, pàg. 215-219. ISSN: 2452-5421.
- «La publicidad sexista en Chile como vulneración de los derechos fundamentales de las consumidoras» (en castellà). Anuario de Derechos Humanos, núm. 12, 24-08-2016, pàg. 205-222. DOI: 10.5354/0718-2279.2016.42750.
- «Iniciativa popular de ley en la nueva Constitución Política de Chile». A: Francisco Quiero i Jaime Gajardo (eds.). Por una Asamblea Constituyente: mecanismos, procesos y contenidos para una nueva Constitución (en castellà).  Instituto de Ciencias Alejandro Lipschutz, 2016, p. 271-291. ISBN 978-956-7074-15-0.
- Género y Derecho Público: La construcción jurídica de la ciudadanía de las mujeres (en castellà).  Thomson Reuter, 2020. ISBN 978-956-400-109-8.[Enllaç no actiu]

## Historial electoral

### Eleccions de convencionals constituents de 2021
- Eleccions convencionals constituents de 2021 pel districte electoral núm. 9 (Conchalí, Huechuraba, Renca, Turó Navia, Lo Prado, Cinquena Normal, Independència i Recoleta).[10]

| Candidat                   | Pacte                    | Partit | Vots   | %     | Resultat     |
| -------------------------- | ------------------------ | ------ | ------ | ----- | ------------ |
| Rodrigo Logan Soto         | Independent              | Ind.   | 34.781 | 10'97 | Convencional |
| Bárbara Sepúlveda Hales    | Aprovo Dignitat          | PCCh   | 24.900 | 7'85  | Convencional |
| Alejandra Pérez Espina     | La Llista del Poble      | Ind.   | 18.002 | 5'68  | Convencional |
| Natalia Henríquez Carreño  | La Llista del Poble      | Ind.   | 17.903 | 5'65  | Convencional |
| Glòria Pinto Becerra       | La Llista del Poble      | Ind.   | 16.281 | 5'14  |              |
| Jessica Cayupi Llancaleo   | Mov. Soc. Plurinacionals | Ind.   | 13.733 | 4'1   |              |
| Arturo Zúñiga Jory         | Xile Som-hi              | UDI    | 11.571 | 3'65  | Convencional |
| Rodrigo Mallea Cardemil    | Aprovo Dignitat          | CS     | 10.329 | 3'26  |              |
| César Valenzuela Maass     | Llista de l'Aprovo       | PS     | 9.592  | 3'03  | Convencional |
| Llum Vidal Huiriqueo       | Aprovo Dignitat          | Ind.   | 5.895  | 1'86  |              |
| Haydee Oberreuter Umazabal | Aprovo Dignitat          | Ind.   | 2.595  | 0'82  |              |